# Chionaema determinata
Chionaema determinata là một loài bướm đêm thuộc phân họ Arctiinae, họ Erebidae.